# Campeonato Baiano Segunda Divisão 2021
In 2021 werd het 52ste Campeonato Baiano Segunda Divisão gespeeld voor voetbalclubs uit de Braziliaanse staat Bahia. De competitie werd gespeeld van 27 juni tot 8 augustus en werd georganiseerd door de FBF. Barcelona werd kampioen. 

## Eerste fase
| Plaats | Club         | Wed. | W | G | V | Saldo | Ptn. |
| ------ | ------------ | ---- | - | - | - | ----- | ---- |
| 1.     | Colo Colo    | 5    | 4 | 0 | 1 | 12:2  | 12   |
| 2.     | Grapiúna     | 5    | 3 | 1 | 1 | 9:5   | 10   |
| 3.     | Botafogo     | 5    | 3 | 0 | 2 | 12:7  | 9    |
| 4.     | Barcelona    | 5    | 3 | 0 | 2 | 10:10 | 9    |
| 5.     | Camaçariense | 5    | 1 | 1 | 3 | 9:11  | 4    |
| 6.     | Camaçari     | 5    | 0 | 0 | 5 | 4:21  | 0    |

|  | Gekwalificeerd voor tweede fase |

## Tweede fase
De halve finales werden in één wedstrijd beslecht, bij gelijkspel werden strafschoppen genomen, tussen haakjes weergegeven. 
|  | halve finale | halve finale | halve finale | halve finale |  |           | finale | finale | finale | finale |
|  |              |              |              |              |  |           |        |        |        |        |
|  |              |              |              |              |  |           |        |        |        |        |
|  | Grapiúna     | 0            |              | 0 (2)        |  |           |        |        |        |        |
|  | Botafogo     | 0            |              | 0 (4)        |  |           |        |        |        |        |
|  |              |              |              |              |  | Botafogo  | 2      | 0      | 2      |        |
|  |              |              |              |              |  | Barcelona | 1      | 3      | 4      |        |
|  | Colo Colo    | 0            |              | 0            |  |           |        |        |        |        |
|  | Barcelona    | 1            |              | 1            |  |           |        |        |        |        |

## Kampioen
| Campeonato Baiano de 2021 - Segunda Divisão |
| ------------------------------------------- |
| BARCELONA 1º Titel                          |